# 안좌고등학교
안좌고등학교(安佐高等學校)는 대한민국 전라남도 신안군 안좌면 읍동리에 있는 공립 고등학교이다.

## 학교 연혁
- 1974년 12월 27일 : 안좌고등학교 설립 인가(6학급)
- 1975년 3월 10일 : 공립 안좌고등학교 개교
- 1975년 4월 19일 : 초대 김항준 교장 취임
- 1978년 1월 18일 : 제1회 52명 졸업
- 1979년 11월 15일 : 안좌종합고등학교로 교명변경 인가(6학급)
- 1980년 3월 1일 : 상업과 신설
- 2002년 10월 5일 : 상업과를 경영정보과로 변경
- 2003년 3월 1일 : 도지정 흡연예방 연구학교 운영
- 2004년 3월 1일 : 다목적강당 개관
- 2009년 3월 1일 : 도지정 연구학교(과학, 이러닝)
- 2009년 6월 30일 : 기숙사 준공
- 2013년 3월 1일 : 안좌고등학교로 교명변경
- 2021년 9월 1일 : 안산관(체육관) 리모델링, 급식실 신축 이전
- 2024년 12월 31일 : 제48회 졸업생 25명 졸업(졸업생 누계 3,167명)
- 2025년 3월 1일 : 제25대 김종진 교장 취임

## 설치 학과
- 7차일반
- 부사관과

## 갤러리

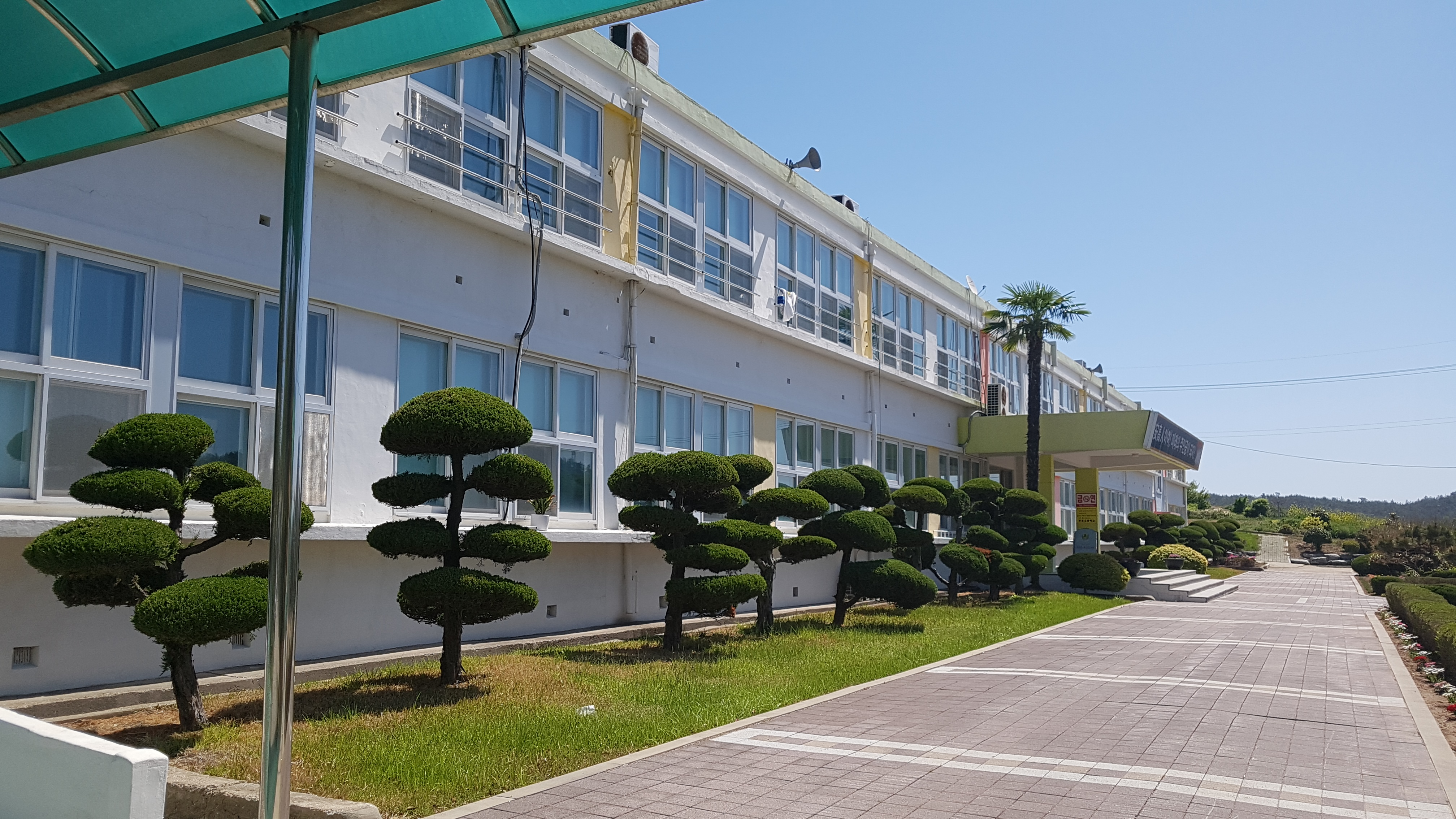
학교전경
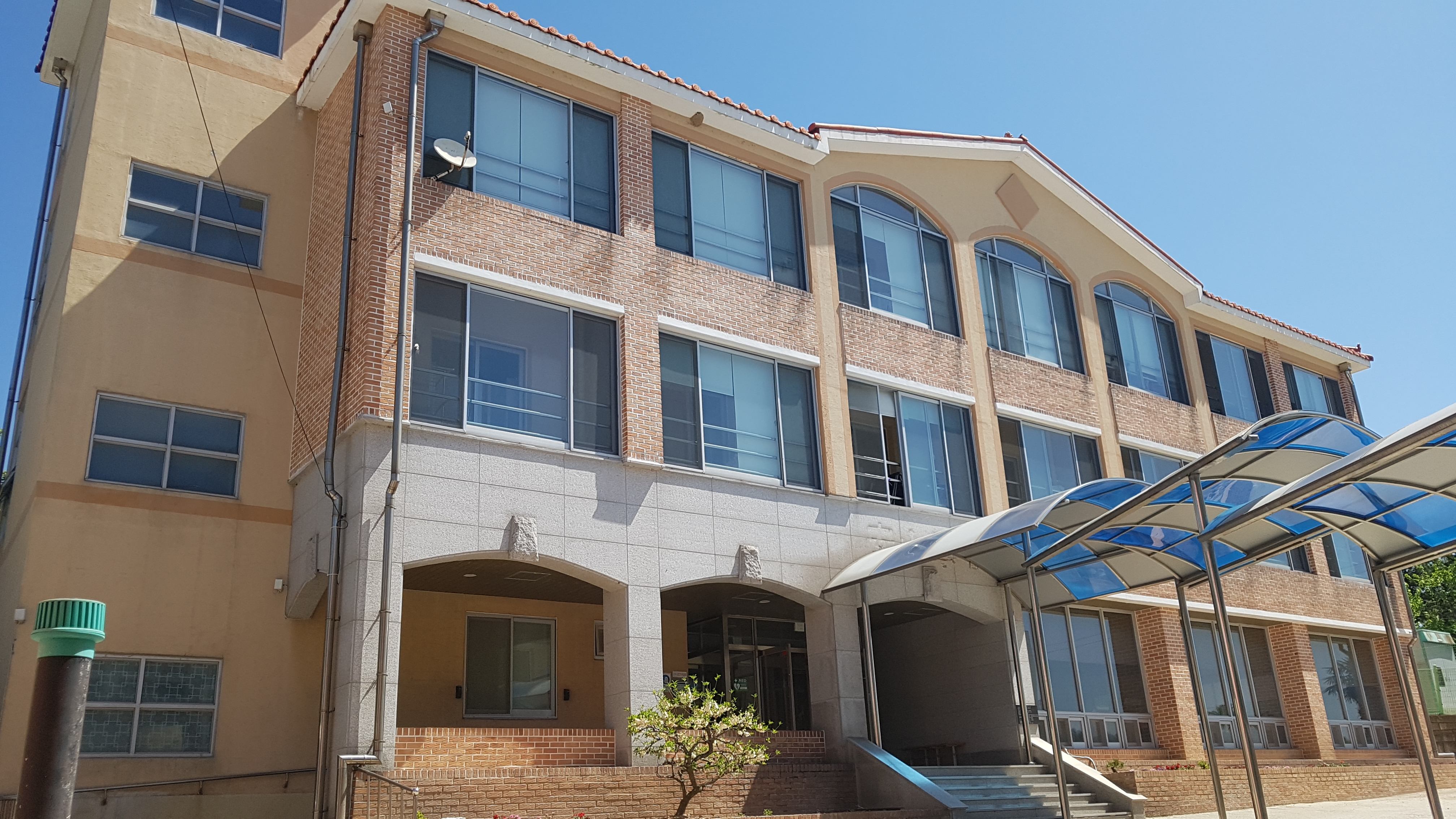
안좌고 기숙사 전경
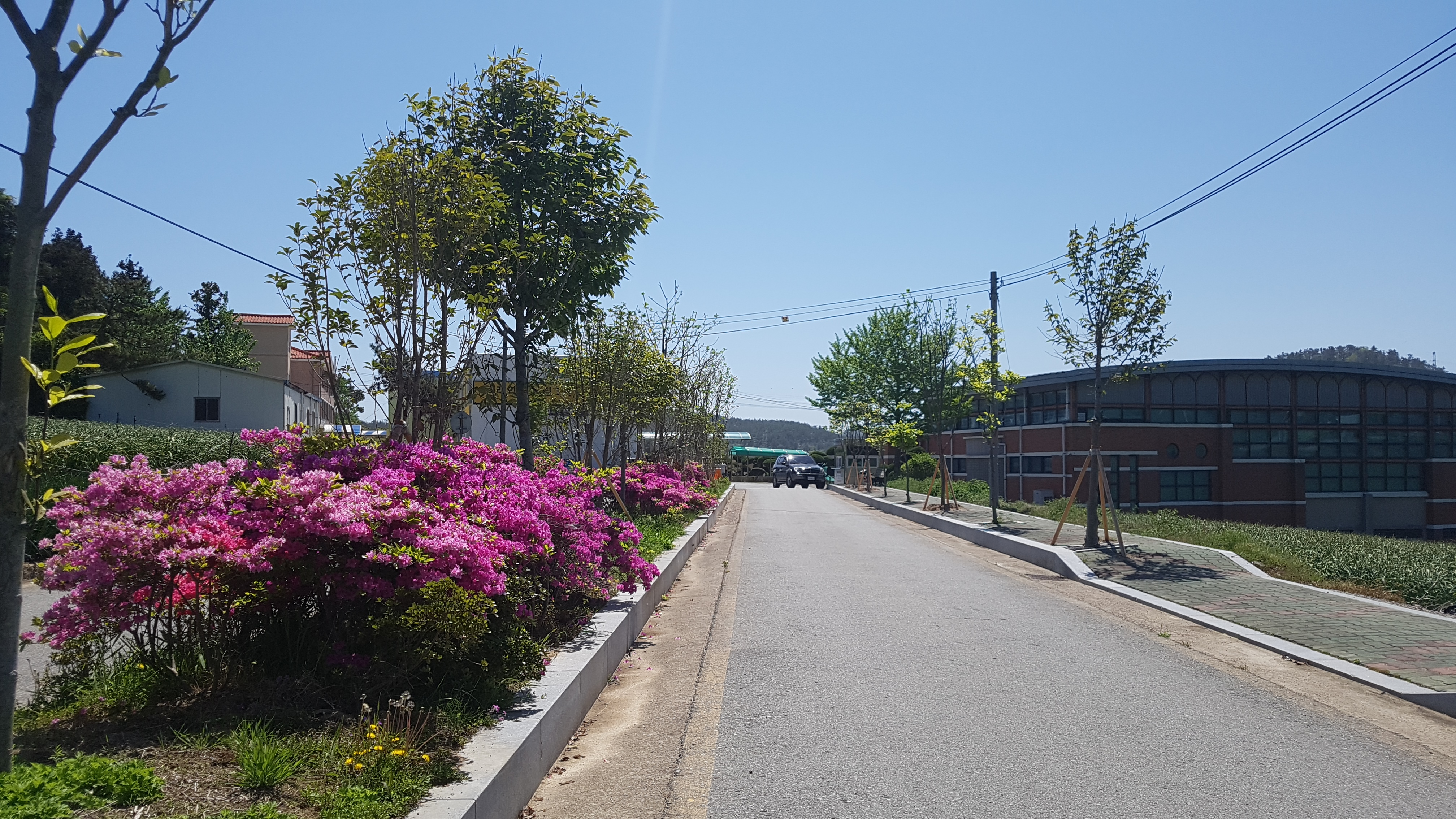
안좌고 학교 정문
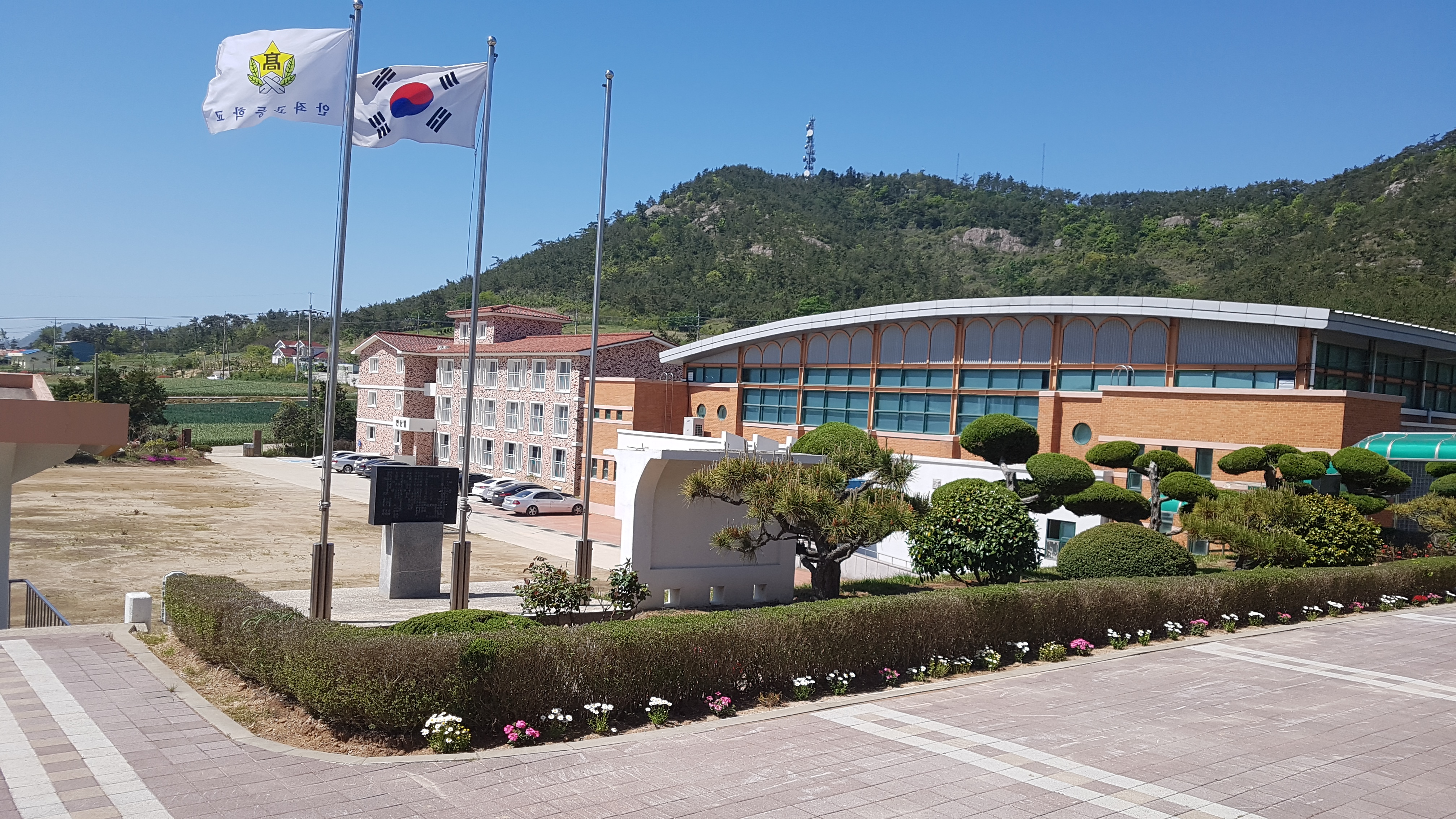
안좌고 체육관 및 교사관사 전경
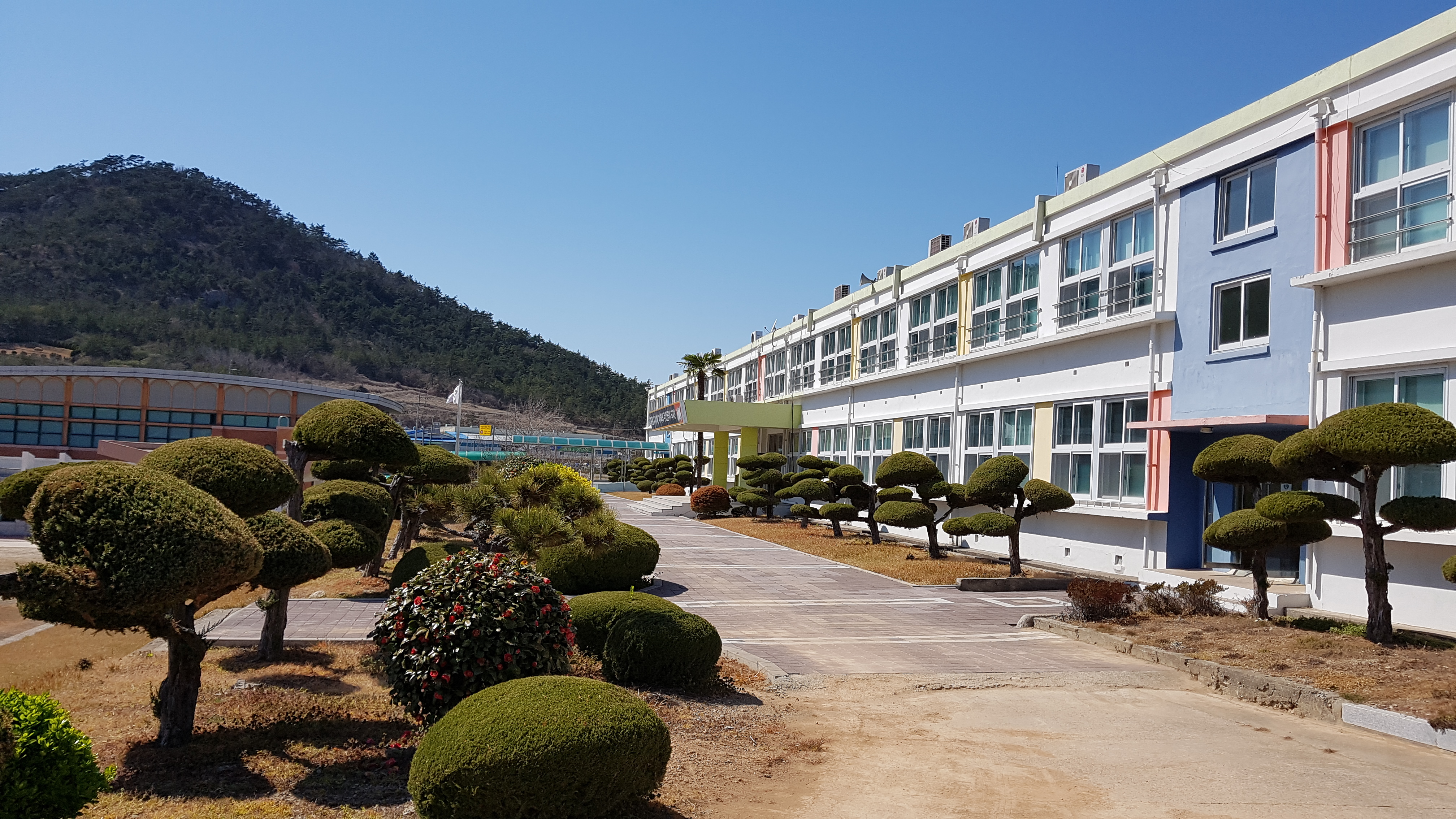
안좌고 학교 전경

## 참고 자료
- 안좌고등학교 - 한국교육학술정보원 학교알리미